# 鲁道夫·闵可夫斯基
鲁道夫·闵可夫斯基（德語：Rudolph Minkowski，1895年5月28日—1976年1月4日），生於阿爾薩斯斯特拉斯堡，德裔美籍天文学家，著名数学家赫尔曼·闵可夫斯基的侄子，他的父亲为生物化学家奥斯卡·闵可夫斯基。

## 生平
早年就學於科隆、格賴夫斯瓦爾德及布雷斯勞，1913年時進入布雷斯勞大學攻讀物理並計畫一年後前往柏林，1914年第一次世界大戰爆發，計畫被迫中斷，閔可夫斯基在一戰期間服役於德國陸軍，戰爭結束後曾短暫地在柏林念書，不久後回到布雷斯勞復學並於1921年取得學位。
畢業後在哥廷根大學與馬克斯·玻恩及詹姆斯·弗蘭克等人一起工作一年，1922年10月轉往漢堡並在漢堡大學工作至1935年。1933年納粹黨上台，具有猶太人身份的閔可夫斯基被迫離開德國前往美國。闵可夫斯基自1935年起曾先后在威尔逊山天文台和帕洛玛天文台工作，主持了帕洛玛天图计划。整个计划在1948年到1958年间，完成了一套包括1872幅蓝红双色照片在内的北天深空照相星图。1959年闵可夫斯基当选美国科学院院士。1961年，闵可夫斯基开始主持加利福尼亚大学伯克利分校射电天文实验室，直到1976年逝世。 
闵可夫斯基仔细研究了气体星云，发展了使用物端棱镜检测行星状星云的方法。他和美国天文学家沃尔特·巴德一起研究了超新星，根据光谱特征将它们分为I型超新星和II型超新星两大类。闵可夫斯基还仔细观测了金牛座的蟹状星云，证实了蟹状星云是1054年爆发的一颗超新星的遗迹。1940年代，他和巴德一起证认了一系列射电源的光学对应体，包括仙后座A（超新星遗迹）、天鹅座A（巨椭圆星系）、半人马座A（近距离椭圆星系）。

## 外部連結
- 鲁道夫·闵可夫斯基的生平介绍（英文） （页面存档备份，存于）